# Suarius iberiensis
Suarius iberiensis is een insect uit de familie van de gaasvliegen (Chrysopidae), die tot de orde netvleugeligen (Neuroptera) behoort. 
Suarius iberiensis is voor het eerst wetenschappelijk beschreven door Hölzel in 1974.